# Jairzinho
Jair Ventura Filho poznatiji kao Jairzinho (Rio de Janeiro, 25. prosinca 1944.) bivši je brazilski nogometaš i trener.
Rođen je u Rio de Janeiru. Njegov prvi profesionalni klub je Botafogo, u njemu je igrao sa svojim uzorom Garrinchom. Obojici je najbolje odgovarala pozicija desnog krila. Na tom mjestu igrao je Garrincha, jer je bio stariji i iskusniji, a Jairzinho igrao je na lijevom krilu ili u sredini terena. Nakon što je Garrincha završio karijeru, Jairzinho ga je naslijedio na poziciji desnog krila i u Botafogu i u brazilskoj reprezentaciji. Ta pozicija puno bolje mu je odgovarala pa je igrajući na njoj i bolje igrao. U Botafogu, proveo je 11 godina. U to vrijeme, brazilski nogometaši igrali su za europske klubove tek pri kraju karijere. Tako je i Jairzinho prešao u francuski Olympique Marseille. Nije dugo ostao i vratio se u Brazil i pristupio u Cruzeiro s kojim je osvojio Copa Libertadores 1976. godine. Završio je karijeru igrajući za venecuelanski klub Portuguesa. To je bilo zlatno doba tog kluba, jer su imali rekordnih 16 pobjeda u nizu i osvojili su četvrto od pet prvenstava.
Bio je izbornik reprezentacije Gabona. Sada je trener nižerangiranog brazilskog kluba Cabo Frio. Najveći trenerski uspjeh mu je što je otkriće Ronalda kada je imao 14 godina. Usmjerio ga je u brazilski klub Cruzeiro i mladu brazilsku reprezentaciju. 
Za brazilsku nogometnu reprezentaciju igrao je od 1964. do 1982. U 82 nastupa postigao je 33 gola. Igrao je na Svjetskim prvenstvima 1966., 1970. i 1974. godine. Proslavio se na Svjetskom prvenstvu 1970., kada je postigao gol na svakoj utakmici na kojoj je Brazil igrao. Brazil je bio prvak tog svjetskog prvenstva u legendarnoj momčadi na čelu s Peléom. Na svakoj utakmici jednog svjetskog prvenstva gol su zabili još samo Just Fontaine i Alcides Ghiggia. Jairzinho je zabio 7 golova na tom svjetskom prvenstvu, ali najbolji strijelac bio je Gerd Müller koji je zabio 10 golova. Jairzinho je dobio nadiamak "uragan svjetskog prvenstva". Na Svjetskom prvenstvu 1974., zabio je 2 gola.
Nogometni časopis World Soccer stavio ga je na 27. mjesto najboljih nogometaša svih vremena. Nalazi se u Kući slavnih brazilskog nogometa.